# Elisabeth Boer
Elisabeth Karoline Boer (* 28. April 1896 in Bochum; † 17. Januar 1991 in Dresden) war eine deutsche Archivarin und Historikerin.

## Leben

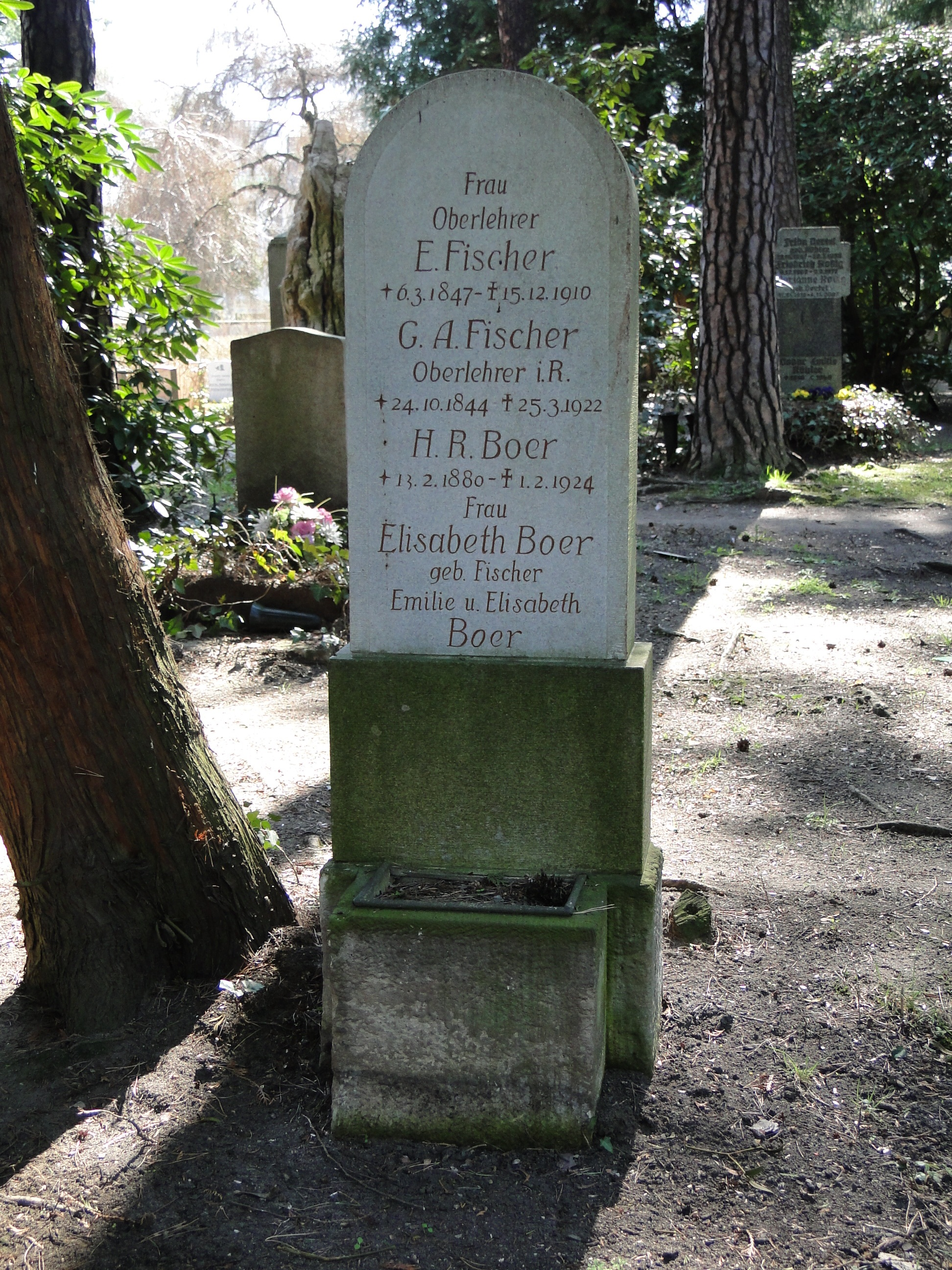
Grab Elisabeth Boers auf dem Urnenhain Tolkewitz

Boer kam 1896 in Bochum zur Welt. Ihre ältere Schwester ist die bekannte Altphilologin Emilie Boer (1894–1980). Boer besuchte die Bochumer Töchterschule sowie von 1911 bis 1914 die realgymnasiale Studienanstalt in Hannover. Sie kam 1914 mit ihren Eltern nach Dresden und erlangte 1917 am Städtischen Mädchengymnasium in der Dresdner Neustadt die gymnasiale Hochschulreife. Im selben Jahr begann sie das Studium der Geschichte mit besonderer Berücksichtigung der Historischen Hilfswissenschaften und der Archivwissenschaften sowie Deutsch und Latein in Heidelberg, Marburg und München. Im Jahr 1923 kehrte sie nach Dresden zurück und verteidigte 1924 ihre Dissertation mit dem Titel Reformbestrebungen im Waldecker Kloster Volkhardinghausen.
Boer arbeitete zunächst als Volontärin im Sächsischen Hauptstaatsarchiv sowie ab 1925 als Hilfsarbeiterin im Dresdner Ratsarchiv. Es folgten Aufsätze über den Stadtschreiber Michael Weiße (1931), über Dresdner Auswanderer in den Jahren 1852 bis 1857 (1933), die Gründung des Kunstwarts (1936) und das Dresdner Vorortsarchiv (1953). Zudem war Boer an verschiedenen Ausstellungen beteiligt.
Durch ihren Einsatz zum Schutz der Archivbestände während der Bombardierung Dresdens wurden mehr als drei Viertel des Bestandes bewahrt. Unmittelbar nach dem Tod des langjährigen Archiv- und Bibliotheksdirektors Georg Hermann Müller-Benedict (1878–1945) im Februar 1945 übernahm Boer die stellvertretende Leitung des Stadtarchivs Dresden, dessen Leiterin sie von 1951 bis 1956 war.
Nach Eintreten in den Ruhestand erarbeitete sie ab 1956 ein Regestenwerk zur Dresdner Baugeschichte von der Mitte des 16. bis Anfang des 18. Jahrhunderts. Im Jahr 1959 wurde sie Mitglied in der Historischen Kommission der Sächsischen Akademie der Wissenschaften und gab 1963 die Edition des ältesten Dresdner Stadtbuches 1404–1436 heraus. Bis 1986 widmete sie sich der Erschließung der im 3. Band des Codex diplomaticus Saxoniae regiae edierten Urkunden der Markgrafen von Meißen und Landgrafen von Thüringen 1196–1234 von Otto Posse durch Ortsregister, Personenregister und Glossar.
Boer verstarb 1991 in Dresden und wurde auf dem Urnenhain Tolkewitz beigesetzt. Ihr Nachlass befindet sich heute im Hauptstaatsarchiv Dresden.

## Ehrung
Als Anerkennung ihres Lebenswerkes wurde ihr 1986 die Leibniz-Medaille als höchste Auszeichnung der Akademie der Wissenschaften der DDR verliehen.
Nach ihr ist seit 2000 die Elisabeth-Boer-Straße benannt. Auf der 1999 angelegten Straße befindet sich auch das Dresdner Stadtarchiv (Hausnummer 1).

## Werke (Auswahl)
Insgesamt umfasst die Bibliografie von Elisabeth Boer 22 Publikationen, vor allem zur Dresdner Stadtgeschichtsforschung und zur Sächsischen Landesgeschichte.
- Reformbestrebungen in dem Waldecker Kloster Volkhardinghausen (1465–1576), Marburg 1923 (Dissertation)
- Chronik des Kurorts Weisser Hirsch-Dresden. Von den Anfängen bis zur Eingemeindung, Dresden 1932[3]
- Arnold, Johann Christoph. In: Neue Deutsche Biographie (NDB). Band 1, Duncker & Humblot, Berlin 1953, ISBN 3-428-00182-6, S. 386 f. (Digitalisat).
- Das älteste Stadtbuch von Dresden 1404–1436, Dresden 1963